# Marko Tajčević

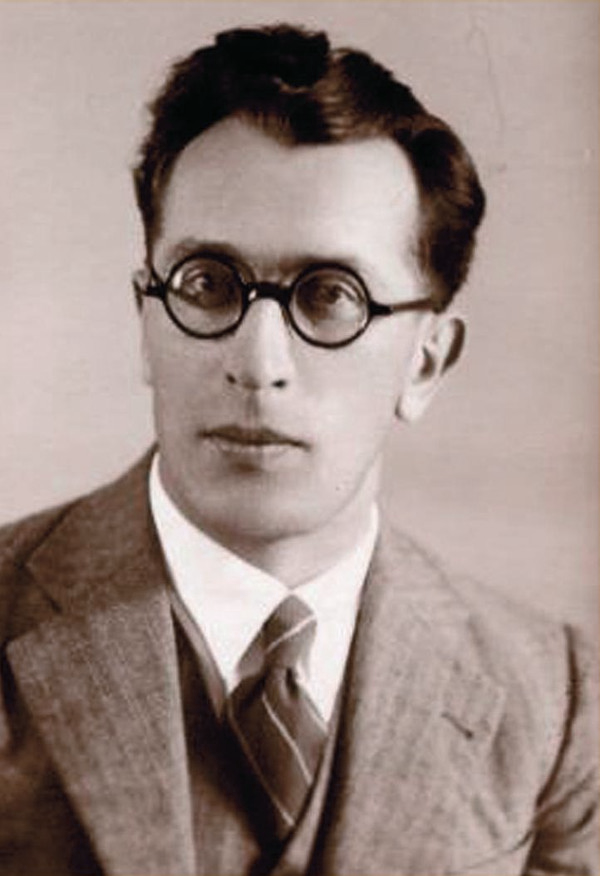
Marko Tajčević (1900–1984)

Marko Tajčević (* 29. Januar 1900 in Osijek; † 19. Juli 1984 in Belgrad) war ein jugoslawischer Komponist.

## Leben
Seine Ausbildung erhielt er in Zagreb bei Fran Lhotka, Blagoje Bersa und Franjo Dugan, in Prag bei Václav Štěpán und in Wien bei Joseph Marx. Er lehrte 1950–1966 als Professor für Musiktheorie und Komposition an der Musikakademie Belgrad.
Sein musikalischer Ausdruck war stark mit der südslawischen Folklore verbunden, in einem freieren, modernen Stil, er verband spätromantische Harmonik mit der Schärfe folkloristischer Klänge. Tajčević war viele Jahre als Chorleiter tätig, der Chorklang faszinierte ihn, war einer der gefragtesten Dozenten für Musiktheorie und Komposition an der Belgrader Musikhochschule in der Zeit nach dem Zweiten Weltkrieg.
Tajčević war ein Meister auf dem Gebiet der kleineren musikalischen Formen. Sein Hauptwerk auf dem Gebiet der Klaviermusik war die berühmte Suite Sieben Tänze vom Balkan (1930), welche von dem österreichisch-slowenischen Dirigenten Bogo Leskovic (1909–1995) für Orchester eingerichtet wurde.
Ferner entstanden mehrere Liederzyklen.

## Werke

### Kompositionen
- 7 Balkanskih igara, (1927)
- Varijacije, (1950)
- Sonatina, (1953)
- 5 Preludija, (1958)
- 2 Male svite, (1958)
- Srpske igre, (1959)
- Divertimento in D –  für 3 Violinen (1960)

### Bücher
- Osnovna teorija muzike, 1952, 9. Aufl. 1982

### Notenausgaben
- Lieder von der Mur-Insel, Kleine Stücke für Klavier, hrsg. von M. Tajčević, 1964/1992